# 덮개 (위상수학)
수학에서 덮개(영어: cover, covering) 혹은 피복(被覆)은 합집합이 전체 집합인 부분 집합들의 집합족이다.

## 정의
집합 {\displaystyle X}의 덮개는 다음 조건을 만족시키는 집합족 {\displaystyle {\mathcal {C}}\subseteq {\mathcal {P}}(X)}이다.:164
{\displaystyle X=\bigcup {\mathcal {C}}=\bigcup _{C\in {\mathcal {C}}}C}
{\displaystyle X}의 덮개들의 집합을
{\displaystyle \operatorname {Cover} (X)=\{{\mathcal {C}}\subseteq {\mathcal {P}}(X)\colon \bigcup {\mathcal {C}}=X\}}
로 표기하자.
집합 {\displaystyle X}의 덮개 {\displaystyle {\mathcal {C}}}의 부분 덮개(영어: subcover) {\displaystyle {\mathcal {D}}}는 {\displaystyle {\mathcal {D}}\subseteq {\mathcal {C}}}인 {\displaystyle X}의 덮개이다.
유한 덮개는 유한 집합인 덮개이다. 가산 덮개는 가산 집합인 덮개이다.
집합 {\displaystyle X}의 덮개 {\displaystyle {\mathcal {C}}\in \operatorname {Cover} (X)}가 다음 조건을 만족시킨다면, 점별 유한 덮개(點別有限-, 영어: pointwise finite cover)라고 한다.
- 임의의 {\displaystyle x\in X}에 대하여, {\displaystyle \{C\in {\mathcal {C}}\colon C\ni x\}}는 유한 집합이다.

### 세분
두 덮개 {\displaystyle {\mathcal {C}}}, {\displaystyle {\mathcal {C}}'}가 주어졌을 때, 만약 임의의 {\displaystyle C'\in {\mathcal {C}}'}에 대하여 {\displaystyle C'\subseteq C\in {\mathcal {C}}}가 존재한다면, {\displaystyle {\mathcal {C}}'}을 {\displaystyle {\mathcal {C}}}의 세분(영어: refinement) 이라고 하고,:144, Definition 20.1 {\displaystyle {\mathcal {C}}'\lesssim {\mathcal {C}}}으로 표기한다. 이는 {\displaystyle X}의 덮개들의 집합 위의 원순서를 이룬다.

### 성형 세분
{\displaystyle X}의 덮개 {\displaystyle {\mathcal {C}}}가 주어졌을 때, 부분 집합 {\displaystyle S\subseteq X}의 {\displaystyle {\mathcal {C}}}-별(영어: star)은 다음과 같다.:4, §I.1.1
{\displaystyle \operatorname {star} (S,{\mathcal {C}})=\bigcup \{C\in {\mathcal {C}}\colon C\cap S\neq \varnothing \}}
덮개 {\displaystyle {\mathcal {C}}}가 주어졌을 때, {\displaystyle {\mathcal {C}}}의 성형 폐포(영어: star closure)
{\displaystyle {\mathcal {C}}^{\star }=\left\{\operatorname {star} (C,{\mathcal {C}})\colon C\in {\mathcal {C}}\right\}}
를 정의하자. 이 역시 {\displaystyle X}의 덮개를 이룬다. 두 덮개 {\displaystyle {\mathcal {C}}}, {\displaystyle {\mathcal {C}}'}가 주어졌을 때, 만약 {\displaystyle {\mathcal {C}}'^{\star }\lesssim {\mathcal {C}}}라면, {\displaystyle {\mathcal {C}}'}을 {\displaystyle {\mathcal {C}}}의 성형 세분(星形細分, 영어: star refinement)이라고 한다.:144, Definition 20.1
덮개 {\displaystyle {\mathcal {C}}}가 주어졌을 때, {\displaystyle {\mathcal {C}}}의 무게 중심 폐포(영어: barycentric closure)
{\displaystyle {\mathcal {C}}^{\operatorname {b} }=\left\{\operatorname {star} (\{x\},{\mathcal {C}})\colon x\in X\right\}}
를 정의하자. 이 역시 {\displaystyle X}의 덮개를 이룬다. 두 덮개 {\displaystyle {\mathcal {C}}}, {\displaystyle {\mathcal {C}}'}가 주어졌을 때, 만약 {\displaystyle {\mathcal {C}}'^{\operatorname {b} }\lesssim {\mathcal {C}}}라면, {\displaystyle {\mathcal {C}}'}을 {\displaystyle {\mathcal {C}}}의 무게 중심 세분(-中心細分, 영어: barycentric refinement)이라고 한다.:144, Definition 20.1

## 성질

### 함자성
임의의 덮개 {\displaystyle {\mathcal {C}}}, {\displaystyle {\mathcal {C}}'}에 대하여,
{\displaystyle {\mathcal {C}}\lesssim {\mathcal {C}}'}
이라면
{\displaystyle {\mathcal {C}}^{\operatorname {b} }\lesssim {\mathcal {C}}'^{\operatorname {b} }}
{\displaystyle {\mathcal {C}}^{\star }\lesssim {\mathcal {C}}'^{\star }}
이다. 즉, 원순서 집합 {\displaystyle (\operatorname {Cover} (X),\lesssim )}을 작은 범주로 간주하였을 때,
{\displaystyle ^{\operatorname {b} }\colon \operatorname {Cover} (X)\to \operatorname {Cover} (X)}
{\displaystyle ^{\star }\colon \operatorname {Cover} (X)\to \operatorname {Cover} (X)}
는 함자를 이룬다.

### 함의 관계
집합 {\displaystyle X} 위의 덮개 {\displaystyle {\mathcal {C}}}에 대하여, 다음이 성립한다.
{\displaystyle {\mathcal {C}}\lesssim {\mathcal {C}}^{\operatorname {b} }\lesssim {\mathcal {C}}^{\star }\lesssim {\mathcal {C}}^{\operatorname {b} \operatorname {b} }}
따라서, 같은 집합 위의 두 덮개 {\displaystyle {\mathcal {C}}}, {\displaystyle {\mathcal {C}}'}에 대하여,
- 만약 {\displaystyle {\mathcal {C}}'}이 {\displaystyle {\mathcal {C}}}의 부분 덮개라면 {\displaystyle {\mathcal {C}}'}은 {\displaystyle {\mathcal {C}}}의 세분이다.
- 만약 {\displaystyle {\mathcal {C}}'}이 {\displaystyle {\mathcal {C}}}의 성형 세분이라면 {\displaystyle {\mathcal {C}}'}은 {\displaystyle {\mathcal {C}}}의 무게 중심 세분이다.
- 만약 {\displaystyle {\mathcal {C}}'}이 {\displaystyle {\mathcal {C}}}의 무게 중심 세분이라면 {\displaystyle {\mathcal {C}}'}은 {\displaystyle {\mathcal {C}}}의 세분이다.
- 만약 {\displaystyle {\mathcal {C}}'}이 {\displaystyle {\mathcal {C}}}의 무게 중심 세분의 무게 중심 세분이라면 {\displaystyle {\mathcal {C}}'}은 {\displaystyle {\mathcal {C}}}의 성형 세분이다.[2]:152, Problem 20B.1[3]:6, Proposition I.1.4

즉, 다음과 같은 함의 관계가 존재한다.
| 무게 중심 세분의 무게 중심 세분 | ⇒ | 성형 세분 | ⇒ | 무게 중심 세분 | ⇒ | 세분      |
|                                 |   |           |   |                |   | ⇑         |
|                                 |   |           |   |                |   | 부분 덮개 |

### 반사성
부분 덮개 관계는 부분 순서를 이룬다. 세분 관계는 일반적으로 부분 순서가 아니지만 항상 원순서를 이룬다. 그러나 성형 세분 관계와 무게 중심 세분 관계는 일반적으로 반사 관계가 아니므로 원순서가 아니다.
집합 {\displaystyle X} 위의 임의의 덮개 {\displaystyle {\mathcal {C}}\in \operatorname {Cover} (X)}에 대하여
{\displaystyle {\mathcal {C}}\lesssim {\mathcal {C}}^{\star }}
{\displaystyle {\mathcal {C}}\lesssim {\mathcal {C}}^{\operatorname {b} }}
이다.
집합 {\displaystyle X} 위의 덮개 {\displaystyle {\mathcal {C}}}에 대하여 다음 네 조건이 동치이다.
- {\displaystyle {\mathcal {C}}^{\star }\lesssim {\mathcal {C}}}이다.
- {\displaystyle {\mathcal {C}}^{\star }}는 서로소이다. 즉, 임의의 {\displaystyle C,D\in {\mathcal {C}}}에 대하여 {\displaystyle \operatorname {star} (C,{\mathcal {C}})\neq \operatorname {star} (D,{\mathcal {C}})}라면 {\displaystyle \operatorname {star} (C,{\mathcal {C}})\cap \operatorname {star} (D,{\mathcal {C}})=\varnothing }이다.
- {\displaystyle \operatorname {star} (-,{\mathcal {C}})}는 멱등 연산이다. 즉, 임의의 {\displaystyle C\in {\mathcal {C}}}에 대하여, {\displaystyle \operatorname {star} (\operatorname {star} (C,{\mathcal {C}}),{\mathcal {C}})=\operatorname {star} (C,{\mathcal {C}})}이다.
- {\displaystyle {\mathcal {C}}\lesssim {\mathcal {P}}\lesssim {\mathcal {C}}}인 집합의 분할 {\displaystyle {\mathcal {P}}}가 존재한다.

집합 {\displaystyle X} 위의 덮개 {\displaystyle {\mathcal {C}}}에 대하여 다음 두 조건이 동치이다.
- {\displaystyle {\mathcal {C}}^{\operatorname {b} }\lesssim {\mathcal {C}}}이다.
- 임의의 부분 집합 {\displaystyle {\mathcal {D}}\subseteq {\mathcal {C}}}에 대하여, 만약 {\displaystyle \bigcap {\mathcal {D}}\neq \varnothing }이라면, {\displaystyle {\mathcal {D}}}는 상계 {\displaystyle {\mathcal {C}}\ni {\bar {D}}\supseteq \bigcup {\mathcal {D}}}를 갖는다.

### 유한 집합의 덮개
크기 {\displaystyle n}의 유한 집합의 덮개의 수는 다음과 같다. (OEIS의 수열 A371)
{\displaystyle |\operatorname {Cover} (\{1,2,\dots ,n\})|=\sum _{k=0}^{\infty }(-1)^{k}{\binom {n}{k}}2^{2^{n-k}}}
이는 항상 짝수인데, 이는 항상 공집합을 추가하거나 제거할 수 있기 때문이다.
덮개들의 집합 {\displaystyle \operatorname {Cover} (X)}은 부분 덮개 관계에 대하여 부분 순서 집합 {\displaystyle (\operatorname {Cover} (X),\subseteq )}을 이룬다. 그 극소 원소 가운데, 크기가 {\displaystyle k}인 것들의 수는 다음과 같다.:248, (3) (OEIS의 수열 A35348)
{\displaystyle {\begin{aligned}\left|\{{\mathcal {C}}\in \min \left(\operatorname {Cover} (\{1,2,\dots ,n\}),\subseteq \right)\colon |{\mathcal {C}}|=k\}\right|&=\sum _{i=k}^{\min\{n,2^{k}-1\}}{\binom {2^{k}-k-1}{i-k}}{\frac {i!}{k!}}\left\{{n \atop i}\right\}\\&=\sum _{i=k}^{n}{\binom {n}{i}}(2^{k}-k-1)^{n-i}\left\{{i \atop k}\right\}\end{aligned}}}
여기서 {\displaystyle \textstyle {\binom {n}{k}}}는 이항 계수이며, {\displaystyle \textstyle \{{n \atop k}\}}는 제2종 스털링 수이다. 그 값들은 다음과 같다.
| n╲k | 1 | 2    | 3      | 4       | 5       | 6      | 7   | 8 |
| --- | - | ---- | ------ | ------- | ------- | ------ | --- | - |
| 1   | 1 |      |        |         |         |        |     |   |
| 2   | 1 | 1    |        |         |         |        |     |   |
| 3   | 1 | 6    | 1      |         |         |        |     |   |
| 4   | 1 | 25   | 22     | 1       |         |        |     |   |
| 5   | 1 | 90   | 305    | 65      | 1       |        |     |   |
| 6   | 1 | 301  | 3410   | 2540    | 171     | 1      |     |   |
| 7   | 1 | 966  | 33621  | 77350   | 17066   | 420    | 1   |   |
| 8   | 1 | 3025 | 305382 | 2022951 | 1298346 | 100814 | 988 | 1 |

## 응용

### 콤팩트 공간
집합 {\displaystyle X}가 위상 공간의 구조를 가질 때, {\displaystyle X}의 열린 덮개는 열린집합만으로 구성된 덮개이다. 위상 공간 {\displaystyle X}의 열린 덮개 {\displaystyle {\mathcal {U}}}에 대하여, 만약 다음 조건이 성립한다면, {\displaystyle {\mathcal {U}}}를 국소 유한 열린 덮개(영어: locally finite open cover)라고 한다.
- 임의의 {\displaystyle x\in X}에 대하여, {\displaystyle \{U\in {\mathcal {U}}\colon V\cap U\neq \varnothing \}}가 유한 집합인 근방 {\displaystyle V\ni x}가 존재한다.

콤팩트성에 관련된 위상 공간의 다양한 개념들을 "모든 열린 덮개는 ~을 갖는다"의 꼴로 정의할 수 있다.
| 개념             | 정의: 모든 열린 덮개가 ~를 가진다.       |
| ---------------- | ---------------------------------------- |
| 콤팩트 공간      | 유한 부분 덮개 (또는 유한 열린 세분:253) |
| 린델뢰프 공간    | 가산 부분 덮개                           |
| 파라콤팩트 공간  | 국소 유한 열린 세분                      |
| 메조콤팩트 공간  | 콤팩트 유한(compact finite) 열린 세분    |
| 메타콤팩트 공간  | 점별 유한 열린 세분                      |
| 직교 콤팩트 공간 | 내부 보존(interior preserving) 열린 세분 |

하우스도르프 공간에 대하여, 다음 조건들이 서로 동치이다.
- 파라콤팩트 공간이다.
- 모든 열린 덮개는 열린 성형 세분을 갖는다.[2]:151, Corollary 20.15
- 모든 열린 덮개는 열린 무게 중심 세분을 갖는다.[2]:149, Theorem 20.14

### 균등 공간
균등 공간의 개념은 성형 세분을 통해 정의할 수 있다.

### 체흐 코호몰로지
열린 덮개가 주어진 위상 공간 위의, 아벨 군 값의 층에 대하여, 체흐 코호몰로지라는 코호몰로지 이론을 정의할 수 있다. 만약 열린 덮개가 충분히 섬세하다면, 이는 층 코호몰로지와 일치한다.

## 예

### 분할
임의의 집합 {\displaystyle X}에 대하여, 다음과 같은 두 덮개를 정의할 수 있다.
{\displaystyle {\mathcal {C}}_{1}=\{X\}}
{\displaystyle {\mathcal {C}}_{2}=\{\{x\}\colon x\in X\}}
이들은 둘 다 부분 덮개 관계에 대하여 극소 원소를 이룬다.
보다 일반적으로, {\displaystyle X}의 집합의 분할은 항상 덮개를 이루며, 이는 부분 덮개 관계에 대하여 극소 원소이다.

### 거리 공간
거리 공간 {\displaystyle (X,\operatorname {dist} _{X})}에서, 임의의 양의 실수 {\displaystyle \epsilon >0}에 대하여 덮개
{\displaystyle {\mathcal {C}}_{\epsilon }(X,d)=\{Y\subseteq X\colon \operatorname {diam} Y\leq \epsilon \}}
를 정의하자. 여기서
{\displaystyle \operatorname {diam} Y=\sup _{y,y'\in Y}\operatorname {dist} _{X}(y,y')\in [0,\infty ]}
는 거리 공간의 지름을 뜻한다. 그렇다면, 삼각 부등식에 의하여 다음이 성립한다.:5, Example I.1.1
{\displaystyle {\mathcal {C}}_{\epsilon }\lesssim {\mathcal {C}}_{\epsilon '}\qquad \forall \epsilon '\geq \epsilon }
{\displaystyle {\mathcal {C}}_{\epsilon }^{\operatorname {b} }\lesssim {\mathcal {C}}_{\epsilon '}\qquad \forall \epsilon '\geq 2\epsilon }
{\displaystyle {\mathcal {C}}_{\epsilon }^{\star }\lesssim {\mathcal {C}}_{\epsilon '}\qquad \forall \epsilon '\geq 3\epsilon }
이에 대하여 알렉산드르 블라디미로비치 아르한겔스키(러시아어: Алекса́ндр Влади́мирович Арха́нгельский)는 다음과 같이 적었다.
| “ | 무게 중심 세분을 도입하는 목적은 삼각 부등식을 집합론적인 용어만으로 모방하기 위한 것이다. [※아르한겔스키는 성형 세분을 영어: strong star refinement로 부르며 무게 중심 세분을 영어: star refinement로 부른다.] The purpose of star refinement is to imitate the triangle inequality in purely set-theoretic terms. | ” |
|   | — :6 |   |